# Hiroo Mochizuki
Hiroo Mochizuki, né le 21 mars 1936 à Shizuoka (préfecture de Shizuoka), est un spécialiste des arts martiaux japonais, créateur du Yoseikan Budo.
Introducteur du karaté en Europe, il fut le premier à obtenir le 10e dan de karaté en France.

## Biographie
Descendant d'une lignée de samouraïs, il est le fils de Minoru Mochizuki, un maître d'arts martiaux très renommé, qui fut l'élève direct de Jigorō Kanō, de Morihei Ueshiba et, brièvement, de Gichin Funakoshi.
Hiroo Mochizuki commence le kendo, puis le judo, l'aïkido et le Kobudo avec son père. Il étudie lui-même directement avec Ōsensei Ueshiba qu'il considère comme le modèle même du maître de budō. Il apprend le karaté Shotokan à Tokyo où il est parti commencer des études pour devenir vétérinaire.
En 1957, il part en France pour enseigner le karaté Shotokan chez Henry Plée, par l’intermédiaire de Jim Alcheik ; il est le premier japonais à présenter le karaté en Europe. Lors de son séjour, il découvre et pratique la savate (boxe française) avant de rentrer au Japon en décembre 1958 pour terminer ses études de vétérinaire. À son retour, il enrichit sa pratique avec du karaté Wado-ryu (étudié auprès des maîtres Shinji Michihara et, dans une moindre mesure, Hironori Otsuka), mais également de la boxe anglaise. Il obtient son diplôme japonais de docteur vétérinaire en 1962.
Il envisage alors de se rendre au Brésil pour y ouvrir un ranch, mais en 1963 il est de nouveau envoyé par son père en France. Il introduit le karaté Wadō-ryū en France et y enseigne également l'aïkido.
En 1964, il devient le 1er conseiller technique des sections d’aïkido et de karaté de la FFJDA (Fédération française de judo et disciplines assimilées) à sa création aux côtés de Jacques Delcourt. Il participe, à l'instigation de son ami, l'écrivain Daniel Zimmermann, à la création de la FFKAMA (Fédération française de karaté et arts martiaux affinitaires) et de l’Union européenne de karaté, en 1965, dont il deviendra également le 1er conseiller technique.
En 1965, il commence son étude sur un nouvel art martial qu’il nomme YOKEN, qu'il baptisera par la suite Yoseikan Budo, en hommage à son père (Yōseikan étant le nom du dojo de son père dans lequel sont enseignés le judo, l'aïkido et, un peu, le karaté). Il en créera la fédération française en 1975, et en 1978 sera créé le Centre international du Yoseikan Budo, puis plus tard en 1997, la World Yoseikan Federation (WYF) avec le sensei Fabrizio Tabella, Romano Patuzzi en Italie[réf. souhaitée].
Son père le rejoindra en France pour y passer les dernières années de sa vie.
En 2000, au cours du stage d’été WYF aux Saintes-Maries-de-la-Mer, en présence de plus de 200 personnes représentant 15 pays et 4 continents, il reçoit de son père Minoru Mochizuki - âgé de 93 ans - le titre de sōke écrit de sa main, par lequel ce dernier lui transmet son titre (non héréditaire). Maître Hiroo Mochizuki devient ainsi le seul responsable moral de l’école Yoseikan au niveau mondial.
En 2012, le maître ouvre une école de formation d'enseignants, HMC (Hiroo Mochizuki Center)[réf. souhaitée], à Salon-de-Provence, où il vit.
Il est marié à une française, Éliane, et est le père de, entre autres, deux fils qui continuent la transmission et le développement de son art : Mitchi-Hito (né en 1977) et Kyoshi (né en 1980).